# Indische Cricket-Nationalmannschaft in Neuseeland in der Saison 2002/03
Die Tour der indischen Cricket-Nationalmannschaft nach Neuseeland in der Saison 2002/03 fand vom 12. Dezember 2002 bis zum 14. Januar 2003 statt. Die internationale Cricket-Tour war Bestandteil der Internationalen Cricket-Saison 2002/03 und umfasste zwei Tests und sieben ODIs. Neuseeland gewann die Test-Serie 2–0 und die ODI-Serie 5–2.

## Vorgeschichte
Neuseeland spielte zuvor bei der ICC Champions Trophy 2002, Indien eine Tour in den West Indies. Das letzte Aufeinandertreffen der beiden Mannschaften bei einer Tour fand in der Saison 1998/99 in Neuseeland statt.

## Stadien
Die folgenden Stadien wurden für die Tour als Austragungsort vorgesehen und am 9. Juli 2002 bekanntgegeben. Queenstown richtete dabei erstmals ein internationales Spiel aus.
| Stadion                     | Stadt        | Kapazität | Spiele          |
| --------------------------- | ------------ | --------- | --------------- |
| Eden Park                   | Auckland     | 50.000    | 1. & 6. ODI     |
| Jade Stadium                | Christchurch | 38.628    | 3. ODI          |
| Seddon Park                 | Hamilton     | 10.000    | 2. Test; 1. ODI |
| McLean Park                 | Napier       | 22.500    | 2. ODI          |
| Queenstown Events Centre    | Queenstown   | 19.000    | 4. ODI          |
| Basin Reserve               | Wellington   | 11.000    | 1. Test         |
| Wellington Regional Stadium | Wellington   | 34.500    | 5. ODI          |

## Kaderlisten
Indien benannte seinen ODI-Kader am 25. Dezember 2002.
Neuseeland benannte seinen Test-Kader am 8. Dezember und seinen ODI-Kader am 22. Dezember 2002.
| Test | Test | ODI | ODI |
| Neuseeland | Indien | Neuseeland | Indien |
| --- | --- | --- | --- |
| - Stephen Fleming (K) - Nathan Astle - Shane Bond - Robbie Hart (wk) - Craig McMillan - Jacob Oram - Mark Richardson - Scott Styris - Daryl Tuffey - Daniel Vettori - Lou Vincent | - Sourav Ganguly (K) - Ajit Agarkar - Sanjay Bangar - Rahul Dravid - Zaheer Khan - VVS Laxman - Ashish Nehra - Parthiv Patel (wk) - Virender Sehwag - Harbhajan Singh - Sachin Tendulkar - Tinu Yohannan | - Stephen Fleming (K) - Andre Adams - Nathan Astle - Shane Bond - Chris Cairns - Chris Harris - Paul Hitchcock - Brendon McCullum (wk) - Craig McMillan - Kyle Mills - Jacob Oram - Mathew Sinclair - Scott Styris - Daryl Tuffey - Daniel Vettori - Lou Vincent | - Sourav Ganguly (K) - Ajit Agarkar - Sanjay Bangar - Shiv Sunder Das - Rahul Dravid (wk) - Mohammad Kaif - Zaheer Khan - Anil Kumble - VVS Laxman - Dinesh Mongia - Ashish Nehra - Parthiv Patel - Virender Sehwag - Yuvraj Singh - Harbhajan Singh - Javagal Srinath - Sachin Tendulkar |

## Tour Matches
| 4. Dezember Scorecard | Christchurch | Neuseeland 123-5 (10/10) & 118-7 (10/10) | – | Indien 133-5 (10/10) & 87-6 (10/10) |
|                       |              | Neuseeland gewinnt mit 21 Runs           |   |                                     |

| 6. – 8. Dezember Scorecard | Napier | Indians 209 (68.3) & 191-9 (53.4) | – | Central Districts 295-3d (82.2) |
|                            |        | Remis                             |   |                                 |

## Tests

### Erster Test in Wellington
| 12. – 14. Dezember Scorecard | Wellington (BR) | Indien 161 (58.4) & 121 (38.1)    | – | Neuseeland 247 (91.1) & 36-0 (9.3) |
|                              |                 | Neuseeland gewinnt mit 10 Wickets |   |                                    |

Dieses Spiel war der 300. Test Neuseelands.

### Zweiter Test in Hamilton
| 19. – 22. Dezember Scorecard | Hamilton | Indien 99 (38.2) & 154 (43.5)    | – | Neuseeland 94 (38.2) & 160-6 (56.2) |
|                              |          | Neuseeland gewinnt mit 4 Wickets |   |                                     |

## One-Day Internationals

### Erstes ODI in Auckland
| 26. Dezember Scorecard | Auckland | Indien 108 (32.5)                | – | Neuseeland 109-7 (37.4) |
|                        |          | Neuseeland gewinnt mit 3 Wickets |   |                         |

### Zweites ODI in Napier
| 29. Dezember Scorecard | Napier | Neuseeland 254-9 (50)          | – | Indien 219 (43.4) |
|                        |        | Neuseeland gewinnt mit 35 Runs |   |                   |

### Drittes ODI in Christchurch
| 1. Januar Scorecard | Christchurch (AMI) | Indien 108 (41.1)                | – | Neuseeland 109-5 (26.5) |
|                     |                    | Neuseeland gewinnt mit 5 Wickets |   |                         |

### Viertes ODI in Queenstown
| 4. Januar | Queenstown | Indien 122 (43.4)                | – | Neuseeland 123-3 (25.4) |
|           |            | Neuseeland gewinnt mit 7 Wickets |   |                         |

### Fünftes ODI in Wellington
| 8. Januar Scorecard | Wellington (WS) | Neuseeland 168 (42.4)        | – | Indien 169-8 (43.2) |
|                     |                 | Indien gewinnt mit 2 Wickets |   |                     |

### Sechstes ODI in Auckland
| 11. Januar Scorecard | Auckland | Neuseeland 199-9 (50)       | – | Indien 200-9 (48.5/49) |
|                      |          | Indien gewinnt mit 1 Wicket |   |                        |

### Siebtes ODI in Hamilton
| 14. Januar Scorecard | Hamilton | Indien 122 (44.5)                | – | Neuseeland 125-4 (28.4) |
|                      |          | Neuseeland gewinnt mit 6 Wickets |   |                         |